# Auf der anderen Seite
Auf der anderen Seite (traducció literal al català: A l'altre costat) és una pel·lícula amb coproducció alemanya i turca dirigida per Fatih Akın l'any 2007. Va rebre el premi al millor guió al Festival de Canes de 2007.	
Fatih Akin afronta temes tan complexos com la identitat i els nacionalismes a un costat i un altre del Bòsfor. I dibuixa, mitjançant una trama gens condescendent, les tensions presents entre la comunitat alemanya i la turca. Sense obviar, com tampoc no ho feia en l'anterior film Gegen die Wand, les tensions entre la primera i la segona generació d'emigrants turcs, ni els conflictes d'identitat i de relació d'aquests amb el seu país d'origen.
Perquè Turquia és present a l'altre costat com una comunitat amb els seus propis drames, dividida entre els nacionalistes oposats a la promesa de tolerància que significa l'ingrés a la Unió Europea i els liberals que somien amb la integració europea.
El film té com a centre dramàtic Nejat (Baki Davrak), turcoalemany de segona generació que ha aconseguit la seva integració plena des de la seva tasca docent a la universitat.

## Argument
Ali Aksu és un ancià turc instal·lat a Alemanya. Després de visitar en diverses ocasions una prostituta també turca, Yeter, li proposa que abandoni la prostitució i vagi a viure amb ell, prometent-li que li pagarà el mateix que hi guanya allà. Ella accepta després de ser amenaçada per uns integristes islàmics turcs, que l'amenacen de matar-la si no deixa de prostituir-se. A casa d'Ali coneix Nejat, el seu fill, professor de literatura a la Universitat d'Hamburg. Aquella mateixa nit, Ali pateix un infart.

## Nominacions
- César a la millor pel·lícula estrangera